# Anathallis haberi
Anathallis haberi är en orkidéart som först beskrevs av Carlyle August Luer, och fick sitt nu gällande namn av Rodolfo Solano Gómez och Soto Arenas. Anathallis haberi ingår i släktet Anathallis och familjen orkidéer.
Artens utbredningsområde är Costa Rica. Inga underarter finns listade i Catalogue of Life.